# دنيس كيمب
دنيس كيمب (بالإنجليزية: Dennis Kemp)‏ هو لاعب كرة القدم الكندية أمريكي، ولد في 21 مارس 1946 في سانتا مونيكا في الولايات المتحدة.

## وصلات خارجية
- دنيس كيمب على موقع JustSportsStats.com (الإنجليزية)